# Stazione di Santa Maria di Licodia
La stazione di Santa Maria di Licodia era  la stazione ferroviaria principale della ferrovia Circumetnea (nonché l'unica), a servizio dell'omonimo paese, posta al km 29+241.

## Storia
I lavori per la costruzione del primo tratto della ferrovia e dei suoi impianti, ebbero inizio nel 1889.
La stazione di Santa Maria di Licodia fu aperta il 2 febbraio 1895, contestualmente all'entrata in funzione della prima tratta (Catania-Adernò, dal 1929 in poi Adrano), della ferrovia Circumetnea. Il successivo 2 giugno, la linea fu prolungata fino a Bronte.

### La conversione a favore della nuova stazione
Dopo oltre un secolo di esercizio, l'11 settembre 2010, al completamento dei lavori d'interramento del nuovo tratto urbano della linea, la stazione fu sostituita dalla nuova fermata sotterranea di Santa Maria di Licodia Centro, costruita in corrispondenza della vecchia stazione; quest'ultima fu inglobata da quella nuova, e per l'occasione, il fabbricato viaggiatori fu riverniciato del tradizionale colore giallo.
Oltre alle modifiche apportate al piazzale della vecchia stazione (dove sorgono le scale d'accesso per la nuova stazione), i binari della stazione furono totalmente asportati.

## Strutture e impianti
La stazione consisteva in un fabbricato viaggiatori centrale a due piani; nel primo piano vi erano l'ufficio del personale e la sala d'attesa, mentre nel piano superiore vi era l'alloggio del personale, in disuso ancor prima che la stazione fosse soppressa dal servizio.
Alla stazione si accedeva dalla piazza esterna, la stessa in cui adesso ci sono le scale che conducono alla nuova fermata interrata.
La stazione disponeva di tre binari complessivi: due di transito ed uno di ricovero (binario morto).

## Movimento
La stazione era sempre di fermata per tutti i treni viaggiatori, sia in direzione di Riposto, sia in direzione di Catania.

## Servizi
La stazione era dotata di:
- Biglietteria a sportello;
- Sala d'attesa;
- Servizi igienici.